# Хронологија освајања Наполеона Бонапарте
- 1769. 
  - 15. августа Наполеон Бонапарта рођен у Ајачију на Корзици
- 1793. Постао генерал револуционарне француске војске
- 1795. Учествовао у гушењу побуне против Конвента
- 1796. Као заповедник војске у Италији у априлу неколико пута поразио Аустријанце и њихове савезнике Пијемонтезе
  - 15. маја у Паризу Пијемонт уступио Савоју и Ницу
  - 7. маја Бонапарта прешао По код Пјаченце
  - 14. маја ушао у Милано
  - 27. јуна папа потписао примирје после окупације Ломбардије
  - 5. августа и 8. септембра победе код Кастиљонеа и Басана, 14. новембра код Арколе
- 1797. 14. јануара победа код Риволија
  - 2. фебруара предаја Мантове
  - 18. априла примирје у Леобену, Аустрија се одрекла Низоземске, Ломбардије и Модене, Бонапарта тајно обећао Венецију
  - 12. јуна улази бродовима у Валету и осваја Малту без већег отпора Витезова малтешког реда. На освајачки поход се олучује као одмазду према витезовима и Гранд Мастеру фон Хомпешу који волонтерски пружају помоћ од 500.000 франака Лују XVI да угуши револуцију у јесен 1789.
  - 18. октобра уговором у Кампорформију Аустрија признала Цисалпинску републику (дотадашњу папску област), Француској припала Белгија, Јонска острва и територије до Рајне. Аустрија добила Венецију, Истру, Далмацију и Боку Которску.
- 1798. Поход на Египат:
  - 19. маја из Тулона испловила флота са 335 бродова: с војницима кренуло и око 200 научника и уметника
  - 1. јула искрцао се близу Александрије и заузео град
  - 21. јула победио је Мамелуке у бици код пирамида
  - 1. августа, у поморској бици код Абукира, енглески адмирал Нелзон поразио француску флоту
  - 23. децембра уговор Русије и Турске која Русима отвара мореузе и луке
  - 29. новембра друга колонизација против Француске: Русија, Енглеска и Напуљ
- 1799. Заузео Јафу и Газу у Палестини
  - 2. марта Руси освојили Крф и остала јонска острва
  - По повратку из Сирије, за три недеље, поразио египатску војску и успоставио француску власт
  - 22. августа напустио Египат и вратио се у Француску
  - После пораза од аустријско-руске коалиције (март-август), Французи напустили Италију 25. и 26. септембра Французи потиснули савезнике из Холандије
  - 9/10. новембра (18/19. бримера године VIII) извео државни удар, сменио Директоријум и увео конзулство.
  - Као први француски конзул, концентрисао целокупну власт и постао неограничени владар Француске
- 1800.
  - 14-23. маја (у намери да преко Италије допре до Беча) прешао кланац Велики Св. Бернард, одсецајући аустријанцима одступницу
  - 2. јуна ушао у Милано и васпоставио Цисалпинску републику (од 26. јануара 1802. Италијанска република)
  - 15. јуна примирје у Александрији, Француској враћен Пијемонт, Ломбардија и Лигурије
- 1801.
  - 9. фебруара у говор у Линевилу, Аустрија Француској признала леву обалу Рајне, Белгију и северну Италију, задржавши венецијанску област
  - 29. марта, уговором у Фиренци напуљски краљ препустио Тоскану са острвом Елбом. Француска војска окупирала Напуљско краљевство
- 1802.
  - 4. августа изабран за доживотног конзула с правом да наименује наследника
  - 21. септембра званично припојен Пијемонт. Тоскана проглашена за Етрурску краљевину.
- 1803.
  - 27. септембра војно капитулирала Швајцарска, која је постала Хелветска република
- 1804.
  - 2. децембра Наполеон I Бонапарта свечано крунисан за цара
- 1805. Обновљена непријатељства са Енглеском
  - 22. марта централистички устав наметнут Холандији
  - 26. маја у Милану крунисан за краља Италије
  - 6. јуна Лигурска република (Ђенова) припојена Француској
  - Трећа Коалиција против Француске: Енглеска, Русија, Шведска, Аустрија, Напуљ; Пруска неутрална
  - 20. октобра аустријска војска поражена код Улма
  - 21. октобра код рта Трафалгар Нелсон готово уништио француско-шпанску флоту и у бици погинуо
  - 2. децембра победа над руско-аустријском војском код Аустерлица
  - 26. децембра мир у Пожуну: Аустрија губи венецијанску област (припојена Италији), Истру и Далмацију
- 1806.
  - 1. августа престало да постоји Свето римско царство
  - 12. јула Париским уговором створена Рајнска конфедерација, 16 немачких кнезова којима господари Наполеон
  - Четврта коалиција против Француске, Енгеска с Русијом, увучена Пруска
  - 14. октобра поразио пруску војску код Јене и Ауерштета (Тирингија)
  - 27. октобра улази у Берлин, проширио Рајнску конфедерацију
  - 27. новембра Французи у Варшави, где Наполеон зимује
- 1807.
  - 14. јуна поразио руску војску код Фридланда
  - 7-9. јула у Тилзиту мир са Русијом и Пруском. Пруска изгубила територије на левој обали Елбе која постају Вестфалска краљевина; Гдањск слободан град; од пруске Пољске настало Варшавско војводство
  - 27. октобра у Фонтемблоу Шпанија допушта пролаз француским трупама код Португала
  - 30. новембра Французи узели Лисабон и окупирали северну Шпанију
- 1808.
  - 2. маја угушена побуна у Мадриду
  - 4. децембра Наполеон ушао у Мадрид
- 1809. Аустрија на челу пете коалиције против Француске
  - 12. маја Наполеон ушао у Беч
  - 17. маја припојена папска држава, 6. јуна уклоњен папа
  - 6. јула победа у бици код Ваграма
  - 14. октобра Шенбрунски мир са Аустријом: Салцбург Баварској; Трст, Истра, Приморска, Далмација, Корушка и Крањска ушле у Илирске провинције; Велико Варшавско Војводство увећано западном Галицијом

- 1810.
  - 9. јула припојио Краљевину Холандију
- 1810-1811. припојио немачке обале на Северном мору, са Бременом и Хамбургом; заузећем Либека, допро до Балтика
- 1812. У априлу ултиматум руског цара Александра I да Французи напусте Пруску и Померанију;

У мају Наполеон у Дрездену окупља све европске владаре
- - 24. јуна армија (700.000) Француза и савезника прешла Њемен и кренула на Русију
  - 7. септембра битка код Бородина отворила пут ка Москви
  - 14. септембра Наполеон ушао у Москву
  - 19. октобра кренуо натраг. „Одступање из Русије“ претворено у ужасну несрећу
  - 5. децембра Наполеон кренуо за Париз

Француска војска у Шпанији (200.000) попустила пред Енглезима
- 1813.
  - 28. фебруара Пруска у савезу с Русијом
  - 2. маја у Саксонији Наполеон потукао Русе и Пруске код Лицена
  - 21. маја нова победа код Бауцена, ослободио Саксонију и већи део Шлеске
  - 4. јуна примирје са савезницима у Плајсвицу
  - 10. августа Аустрија се повукла из преговора у Прагу
  - 12. августа Аустрија се придружила шестој коалицији против Француске
  - 9. септембра објављено распуштање Рајнске конфедерације
  - 16-19. октобра Наполеон је поражен у бици код Лајпцига и повукао се до Рајне
  - 2-4. новембра Француска војска прешла Рајну
  - У новембру Французи напустили Холандију
  - 1. децембра објава савезника „Мир Француској, рат Наполеону“
- 1814.
  - 1. јануара савезници прешли Рајну
  - 30. марта капитулирао Париз, Наполеон у Фонтенблоу
  - 2. априла Сенат свргуо Наполеона и 6. априла прогласио за краља Луја XVIII; Наполеон абдицирао
  - 3. маја Луј XVIII ушао у Париз
  - 4. маја Наполеон се повукао на острво Елбу
  - 30. маја Луј XVIII прихватио први париски уговор који је Француској признао границе из 1792.
- 1815. 1. марта Наполеон се искрцао у Фрежису
  - 20. марта уашо у Париз и поново узео власт (владавина од 100 дана)
  - 9. јуна потписан завршни документ Бечког конгреса
  - 18. јуна, у бици код Ватерлоа, код Ватерлоа у Белгији, Наполеон је тешко поражен
  - 22. јуна у Паризу поново се повукао у корист свог сина Наполеона II. Енглеска га протерала на острво Свету Јелену
- 1821.
  - 5. маја Наполеон I Бонапарта умро на Светој Јелени.